# Kattiganapalli
Kattiganapalli  es una ciudad censal situada en el distrito de Krishnagiri en el estado de Tamil Nadu (India). Su población es de 22714 habitantes (2011).

## Demografía
Según el censo de 2011 la población de Kattiganapalli era de 22714 habitantes, de los cuales 11317 eran hombres y 11397 eran mujeres. Kattiganapalli tiene una tasa media de alfabetización del 88,87%, superior a la media estatal del 80,09%: la alfabetización masculina es del 92,82%, y la alfabetización femenina del 84,96%.